# Kaspitjan (distriktshuvudort)
Kaspitjan (bulgariska: Каспичан) är en distriktshuvudort i Bulgarien. Den ligger i kommunen Obsjtina Kaspitjan och regionen Sjumen, i den östra delen av landet, 300 km öster om huvudstaden Sofia. Kaspitjan ligger 95 meter över havet och antalet invånare är 3 635.